# Aleksander Radecki
Aleksander Marian Radecki (ur. 5 września 1951 r. w Mikołowie) – polski duchowny katolicki, teolog, rekolekcjonista, nauczyciel akademicki związany z wrocławskimi uczelniami rzymskokatolickim; kapelan honorowy Ojca Świętego, kanonik honorowy Kapituły Metropolitalnej Wrocławskiej, penitencjarz katedralny; felietonista.

## Biografia
Urodził się w 1951 roku w Mikołowie w województwie śląskim jako drugi syn Henryka i Klary z domu Jastrzębskiej. Po trzech latach wraz z rodziną przeniósł się do Raciborza, gdzie ukończył kolejno Szkołę Podstawową nr 11, Szkołę Muzyczną I stopnia (klasa fortepianu oraz II Liceum Ogólnokształcącego im. Adama Mickiewicza, gdzie w 1969 roku zdał egzamin maturalny. Bezpośrednio potem ze względu na chorobę nerek zdecydował się na podjęcie pracy zawodowej w charakterze pomocnika ślusarza w Raciborskiej Fabryce Kotłów. 
W 1970 roku rozpoczął studia teologiczno-filozoficzne w Metropolitalnym Wyższym Seminarium Duchownym we Wrocławiu. 29 maja 1976 roku otrzymał święcenia kapłańskie z rąk abpa Henryka Gulbinowicz w archikatedrze wrocławskiej pw. św. Jana Chrzciciela.
Po ukończeniu studiów został skierowany do pracy duszpasterskiej jako wikariusz do parafii pw. Wniebowzięcia NMP w Szczawnie-Zdroju (1976-1980), a następnie do parafii pw. św. Jerzego Męczennika i Podwyższenia Krzyża Świętego we wrocławskim Brochowie (1980-1983) i parafii pw. św. Rodziny na Biskupinie oraz Sępolnie również we Wrocławiu. W sierpniu 1985 roku objął stanowisko administratora, a następnie proboszcza parafii pw. św. Jadwigi w Mokrzeszowie, które sprawował do 1991 roku.
2 czerwca 1991 roku wrócił do Wrocławia zostając jednym z ojców duchownych Metropolitalnego Wyższego Seminarium Duchownego. Poza zajęciami z klerykami zajął się także w tym okresie dalszym kształceniem uzyskując stopnie naukowe: licencjata w 1996 roku i doktora nauk teologicznych na Papieskim Wydziale Teologicznym w 2006 roku. Ponadto ukończył Szkołę Formacji Ojców Duchownych Seminariów Diecezjalnych i Zakonnych (1996-1997), jak irównież Podyplomowe Studium Duchowości Katolickiej na Katolickim Uniwersytecie Lubelskim w 2007 roku. Poza pracą w seminarium podejmował posługę rekolekcyjną na obszarze całej Polski, które skierowane były głównie do osób duchownych. W latach 2005–2013 pełnił funkcje Diecezjalnego Dyrektora Unii Apostolskiej Kleru Archidiecezji Wrocławskiej, wspomagając jednocześnie prace Dyrektora Krajowego tej organizacji. Także w 2005 roku włączono go do Rady Programowej ds. Formacji Stałej Kapłanów w Archidiecezji Wrocławskiej.
Za swoją działalność był wielokrotnie nagradzany przez władze kościelne. 15 maja 1992 roku otrzymał dznaczenie kościelne Rochettum et Mantolettum, a 20 września 1993 roku został Prałatem Honorowym Jego Świątobliwości papieża Jana Pawła II. 17 czerwca 2014 roku skończył posługę ojca duchownego we wrocławskim seminarium duchownym, zostając mianowany wikariuszem biskupim ds. stałej formacji kapłanów. Od 2017 roku prowadził ponadto zlecone zajęcia (wykłady i ćwiczenia) z zakresu spowiednictwa dla miejscowych diakonów. 1 lutego 2019 roku przeszedł na emeryturę zamieszkując jako rezydent w katedralnej plebanii.
Współpracował jako felietonista i redaktor pisząc artykuły dla Gościa Niedzielnego, Niedzieli, Gazety Seniora oraz Gazety Wrocławskiej.